# Podoška
Podoška (szerbül: Подошка), falu Bosznia-Hercegovinában, Bosanska krajina területén, Kostajnica községben, a Szerb Köztársaságban. 

## Fekvése
Bosznia-Hercegovina északnyugati részén, Banja Lukától légvonalban 63, közúton 80 km-re északnyugatra, községközpontjától légvonalban 8, közúton 10 km-re délkeletre, 200 – 370 méteres tengerszint feletti magasságban, a Gornji-fennsík területén fekszik. Falusias, szétszórt típusú település. Településrészei: Borojevići, Golobrađe, Podoška és Strajići.

## Népessége
| Nemzetiségi csoport | Népesség 1991 | Népesség 2013 |
| ------------------- | ------------- | ------------- |
| Szerb               | 95            | 75            |
| Bosnyák             | 0             | 1             |
| Horvát              | 0             | 0             |
| Jugoszláv           | 0             | 0             |
| Egyéb               | 0             | 0             |
| Összesen            | 95            | 76            |

## Története
A település 1878-ig tartozott az Oszmán Birodalomhoz, ekkor a berlini kongresszus határozata alapján az Osztrák-Magyar Monarchia része lett. A monarchia szétesésével 1918-ben előbb a Szerb-Horvát-Szlovén Királyság, majd 1929-től a Jugoszláv Királyság része. Jugoszlávia megszállása után a falu a Független Horvát Állam (NDH) része lett. 1945-től a település a szocialista Jugoszlávia része volt. A Bosznia-Hercegovinában zajló polgárháború idején a település a Boszniai Szerb Köztársaság része volt. A daytoni békeszerződést követő területfelosztásnál a település, Kostajnica község részeként a Szerb Köztársaság területéhez került.

## Gazdaság
Határa erdőben gazdag dombvidék, melyből kiemelkednek a gesztenyeerdők és gyümölcstermesztés fejlesztésére alkalmas területek. Az alma- és málnatermesztésben megnyilvánuló gyümölcstermesztés mellett a juhtenyésztés is jelentős gazdasági tevékenység. Kiegészítő tevékenységként funkcionál a szántóföldi gazdálkodás és termelés.

## Fordítás
- Ez a szócikk részben vagy egészben  a(z)   Подошка című szerb Wikipédia-szócikk ezen változatának fordításán alapul.  Az eredeti cikk szerkesztőit annak laptörténete sorolja fel. Ez a jelzés csupán a megfogalmazás eredetét és a szerzői jogokat jelzi, nem szolgál a cikkben szereplő információk forrásmegjelöléseként.